# الکس اسکات (بازیکن فوتبال، زاده ۱۹۳۶)
الکس اسکات (انگلیسی: Alex Scott; ۲۲ نوامبر ۱۹۳۶ – ۱۳ سپتامبر ۲۰۰۱) بازیکن فوتبال اهل اسکاتلند بود.
از باشگاه‌هایی که در آن بازی کرده‌است می‌توان به باشگاه فوتبال رنجرز، باشگاه فوتبال فالکیرک، باشگاه فوتبال اورتون، و باشگاه فوتبال هیبرنین اشاره کرد.
وی همچنین در تیم‌های ملی فوتبال اسکاتلند و زیر ۲۱ سال اسکاتلند بازی کرده‌است.